# Baguttapriset

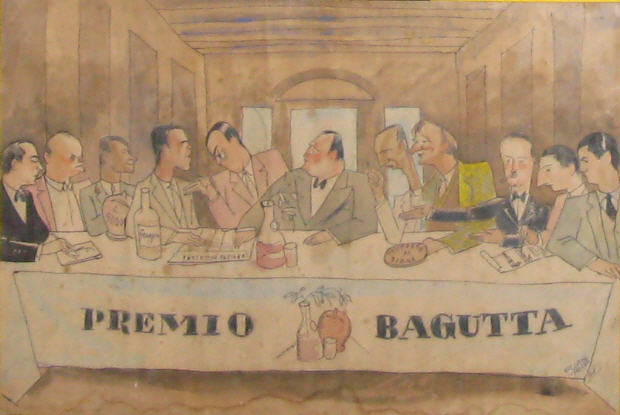

Baguttapriset är ett italienskt litterärt pris.
Priset skapades i  Milano på restaurangen Bagutta. Författaren Riccardo Bacchelli upptäckte restaurangen och snart brukade ett antal av hans vänner och han samlas där för att äta och diskutera litteratur. Den 11 november 1927 bestämde de sig för att instifta ett litterärt pris och namngav det efter restaurangen. Sedan 1987 delas det även ut ett debutantpris.

## Pristagare
- 1927  Giovan Battista Angioletti, Il giorno del giudizio
- 1928  Giovanni Comisso, Gente di mare
- 1929  Vincenzo Cardarelli, Il sole a picco
- 1930  Gino Rocca, Gli ultimi furono i primi
- 1931  Giovanni Titta Rosa, Il varco nel muro
- 1932  Leonida Rèpaci, Storia dei fratelli Rupe
- 1933  Raul Radice,Vita comica di Corinna
- 1934  Carlo Emilio Gadda,Il castello di Udine
- 1935  Enrico Sacchetti, Vita di artista
- 1936  Silvio Negro, Vaticano minore
- 1937-1946   Inget pris utdelades
- 1947  Dario Ortolani, Il sole bianco
- 1948  Pier Antonio Quarantotti Gambini, L'onda dell'incrociatore
- 1949  Giulio Confalonieri, Prigionia di un artista
- 1950  Vitaliano Brancati, Il bell'Antonio
- 1951  Indro Montanelli,  Pantheon minore
- 1952  Francesco Serantini, L'osteria del gatto parlante
- 1953  Leonardo Borghese, Primo amore
- 1954  Giuseppe Marotta, Coraggio, guardiano
- 1955  Alfonso Gatto, La forza degli occhi
- 1956  Giuseppe Lanza, Rosso sul lago
- 1957  Pier Angelo Soldini, Sole e bandiere
- 1958  Lorenzo Montano, A passo d'uomo
- 1959  Italo Calvino, Racconti
- 1960  Enrico Emanuelli, Uno di New York)
- 1961  Giorgio Vigolo, Le notti romane
- 1962  Giuseppe Dessì, Il disertore
- 1963  Ottiero Ottieri, La linea gotica
- 1964  Tommaso Landolfi, Rien va
- 1965  Biagio Marin, Il non tempo del mare
- 1966  Manlio Cancogni, La linea dei Tomori
- 1967  Primo Levi, Storie naturali
- 1968  Piero Chiara, Il balordo
- 1969  Niccolò Tucci, Gli atlantici
- 1970  Alberto Vigevani, L'invenzione
- 1971  Pietro Gadda Conti, La paura
- 1972  Anna Banti, Je vous écris d'un pays lontain
- 1973  Sergio Solmi, Meditazione sullo scorpione
- 1974  Gianni Celati, Le avventure di Guizzardi
- 1975  Enzo Forcella, Celebrazioni d'un trentennio
- 1976  Mario Soldati, Lo specchio inclinato
- 1977  Sandro Penna, Stranezze
- 1878  Carlo Cassola, L'uomo e il cane
- 1979  Mario Rigoni Stern, Storia di Tönle
- 1980  Giovanni Macchia, L'angelo della notte
- 1981  Pietro Citati, Breve vita di Katherine Mansfield
- 1982  Vittorio Sereni, Il musicante di Saint-Merry
- 1983  Giorgio Bassani, In rima e senza
- 1984  Natalia Ginzburg, La famiglia Manzoni
- 1985  Francesca Duranti, La casa sul lago della luna
- 1986  Leonardo Sciascia, Cronachette
- 1987  Claudio Magris, Danubio
- 1988  Luciano Erba, Il tranviere metafisico
- 1989  Luigi Meneghello, Bau-sète!
- 1990  Fleur Jaeggy, I beati anni del castigo
- 1991  Livio Garzanti, La fiera navigante
- 1992  Giorgio Bocca, Il provinciale
- 1993  Giovanni Giudici, Poesie 1953-1990
- 1994  Alberto Arbasino, Fratelli d'Italia
- 1995  Daniele Del Giudice, Staccando l'ombra da terra
- 1996  Raffaello Baldini, Ad nota
- 1997  Sergio Ferrero, Gli occhi del padre
- 1998  Giovanni Raboni, Tutte le poesie (1951-1993)
- 1999  Fabio Carpi, Patchwork
- 2000  Andrea Zanzotto, Le poesie e prose scelte
- 2001  Serena Vitale, La casa di ghiaccio. Venti piccole storie russe
- 2002  Roberto Calasso, La letteratura e gli dei
- 2003  Giorgio Orelli, Il collo dell'anitra
- 2004  Michele Mari, Tutto il ferro della Tour Eiffel
- 2005  Franco Cordero, Le strane regole del sig. B
- 2006  Filippo Tuena, Le variazioni di Reinach
- 2007  Alessandro Spina: I confini dell'ombra
- 2008  Andrej Longo: Dieci
- 2009  Melania Mazzucco: La lunga attesa dell'angelo
- 2010  Corrado Stajano: La città degli untori
- 2011  Andrea Bajani: Ogni promessa
- 2012
  - Gianfranco Calligarich, Privati abissi (ex aequo)
  - Giovanni Mariotti, Il bene viene dai morti (ex aequo)
- 2013  Antonella Tarpino, Spaesati. Luoghi dell'Italia in abbandono tra memoria e futuro
- 2014
  - Maurizio Cucchi, Malaspina (ex aequo)
  - Valerio Magrelli, Geologia di un padre (ex aequo)
- 2015  Sandro Veronesi, Terre rare

- 2016
  - Paolo Di Stefano: Ogni altra vita. Storia di italiani non illustri
  - Paolo Maurensig: Teoria delle ombre
- 2017 Vivian Lamarque: Madre d'inverno
- 2018 Helena Janeczek: La ragazza con la Leica
- 2019 Marco Balzano: Resto qui
- 2020 Enrico Deaglio: La bomba[1]
- 2021 Giorgio Fontana: Prima di noi[2]
- 2022 Benedetta Craveri: La contessa[3]
- 2023 Marco Missiroli: Avere tutto[4]
- 2024 Gianni Biondillo: Quello che noi non siamo[5]